# Styren
Styren, eller vinylbensen, är ett omättat flytande kolväte. Ämnet används ofta som monomer när man tillverkar plast och gummi. IARC, Internationella cancerinstitutet har klassat substansen som "möjligt cancerframkallande för människa".

## Egenskaper
Styren, C8H8 eller C6H5C2H3, är ett flytande aromatiskt kolväte, som bland annat förekommer i stenkolstjära. Det verkar retande på hud och slemhinnor och har i högre koncentration narkotisk effekt.

## Framställning
Industriellt framställs styren genom reaktion mellan bensen och eten.

## Användning
Styren polymeriserar mycket lätt vid upphettning, belysning eller vid kontakt med peroxidkatalysatorer och används därför huvudsakligen som utgångsmaterial vid plasttillverkning. I viss mån utnyttjas ämnet även som lösningsmedel.